# Graziella Hlawaty
Graziella Hlawaty (* 2. Februar 1929 in Wien; † 20. Dezember 2012 ebenda)  war eine österreichische Schriftstellerin.

## Leben
Graziella Hlawaty lebte nach der Scheidung der Eltern bei ihrer Großmutter und Urgroßmutter in Triest und ab 1936 bei einer Großtante in Tulln, wo sie die Volksschule besuchte. Ab 1939 besuchte sie bei der Mutter lebend ein Realgymnasium in Wien und maturierte 1948. Sie arbeitete in einer Verlagsbuchhandlung und studierte daneben an der Universität Wien Theaterwissenschaft. 1954 brach sie das Studium ab und arbeitete in Schweden als Tellerwäscherin, Taxifahrerin und Restaurantkassiererin. 1957 mietete sie eine Hütte auf einer Insel in den äußeren Stockholmer Schären. Hlawaty wurde am Südwestfriedhof (Gruppe 31, Reihe 9, Nummer 18) in Wien bestattet.

## Auszeichnungen

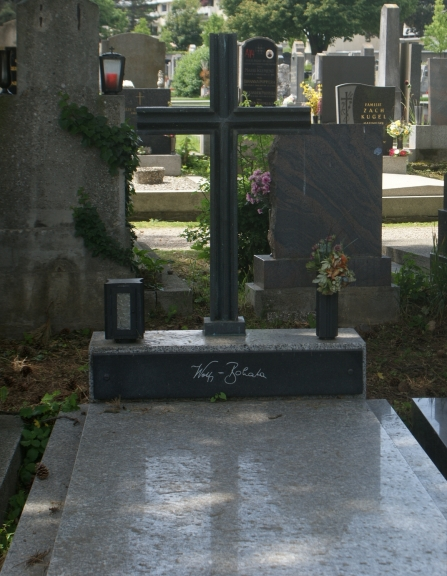
Grabstätte von Graziella Hlawaty

- 1976 und 1981 Förderungspreis des Wiener Kunstfonds
- 1978/1979 Österreichisches Staatsstipendium für Literatur
- 1984 Theodor-Körner-Preis
- 1986 Bertelsmann-Preis beim Erzählwettbewerb
- 1987 Würdigungspreis des Landes Niederösterreich
- 1991 Hörspielpreis des Bundesministeriums für Unterricht und Kunst

## Hörspiele
- Der Wettbewerb. Regie: Max Geiger, ORF Niederösterreich, 1980.
- Eine Höhlenbesichtigung. Regie: Hans Krendlesberger, ORF Niederösterreich, 1983.
- Dort draußen, auf der Insel. Regie: Manfred Mixner, ORF, 1985.
- Das Vierwaldstätter-Trio oder Vergiß die Peitsche nicht. ORF, 1991.

## Publikationen
- Endpunktgeschichten. Erzählungen, Leykam Verlag, Graz 1977.
- Bosch oder die Verwunderung der Hohltierchen. Roman, Paul Zsolnay, Wien 1979.
- Erdgeschichten. Erzählungen, Leykam Verlag, Graz 1981.
- Land zu erfahren, Luft zu erfliegen. Erzählungen, NÖ Pressehaus, St. Pölten 1990.
- Die Grenzfahrt. Roman, Edition Atelier, Wien 1990.
- Die Stadt der Lieder. Roman, Paul Zsolnay, Wien 1995.
- Inseljahre. Gedichte, Grasl Verlag, Bad Vöslau 1995.
- Nordwind. Roman, Leykam Verlag, Graz 1996.
- Der schwedische Bumerang. Erzählungen, Edition Atelier, Wien 1999.
- Auf Leben und Tod. Erzählungen, Bibliothek der Provinz, Weitra 2003.

Übersetzungen
- Gun-Britt Sundström: Die andere Hälfte. Roman, Übersetzung aus dem Schwedischen mit Graziella Hlawaty, Senta Kapoun, Zsolnay, Wien 1978.
- Maj Samzelius: Abenteuer am Sternenhimmel. Jugendbuch, Übersetzung aus dem Schwedischen mit Erika Bohata, Graziella Hlawaty, Herder, Wien 1991.

## Sekundärliteratur
Hans Thöni, Die Sinnfrage im Werk von Graziella Hlawaty, Dissertation Universität Zürich, 1983